# Molophilus (Molophilus) brownianus
Molophilus (Molophilus) brownianus is een tweevleugelige uit de familie steltmuggen (Limoniidae). De soort komt voor in het Neotropisch gebied.